# All That She Wants
"All That She Wants" é o título de uma canção gravada pelo grupo sueco Ace of Base e produzida por Denniz Pop. No início de 1993, a canção alcançou o topo das paradas em vários países, incluindo a Dinamarca, o Reino Unido e Austrália. O single foi certificado com disco platina nos Estados Unidos, onde atingiu a segunda colocação na Billboard Hot 100. Nos Estados Unidos, a canção atingiu a segunda posição na Billboard Hot 100, manteve-se três meses entre as primeiras posições na Billboard Hot 100, mas nunca alcançou a primeira posição. É atualmente o 71º single mais vendido de todos os tempos na Alemanha. Em 2006 a cantora Britney Spears fez um cover da música, pegando só o refrão. A música nunca chegou a ser lançada, só ficou como unreleased.
Desempenho em tabelas musicais

## Posições
| Tabelas (1993)                                   | Posições |
| ------------------------------------------------ | -------- |
| Alemanha (Media Control Charts)                  | 1        |
| Austrália (ARIA)                                 | 1        |
| Áustria (Ö3 Austria Top 40)                      | 1        |
| Bélgica (VRT Top 30 Flanders)                    | 1        |
| Canadá (RPM)                                     | 1        |
| Dinamarca (IFPI)                                 | 1        |
| Espanha (AFYVE)                                  | 1        |
| Estados Unidos U.S. Billboard Hot 100            | 2        |
| Estados Unidos U.S. Billboard Top 40 Mainstream  | 1        |
| Estados Unidos U.S. Billboard Rhythmic Top 40    | 4        |
| Estados Unidos U.S. Billboard Adult Contemporary | 22       |
| Estados Unidos U.S. Billboard Modern Rock Tracks | 17       |
| Finlândia (Suomen virallinen lista)              | 3        |
| França (SNEP)                                    | 2        |
| Irlanda (IRMA)                                   | 2        |
| Itália (FIMI)                                    | 1        |
| Países Baixos (Dutch Top 40)                     | 4        |
| Nova Zelândia (RIANZ)                            | 3        |
| Noruega (VG-lista)                               | 2        |
| Reino Unido (The Official Charts Company)        | 1        |
| Suíça (Schweizer Hitparade)                      | 1        |
| Suécia (Schweizer Hitparade)                     | 2        |

## Tabelas de fim de ano
| Tabelas (1993)           | Posição  |
| ------------------------ | -------- |
| Australian Singles Chart | 9        |
| Austrian Singles Chart   | 2        |
| US Billboard Hot 100     | 51       |
| Dutch Top 40             | 4        |
| Swiss Singles Chart      | 3        |
| Tabela (1994)            | Position |
| US Billboard Hot 100     | 9        |